# Италия на «Евровидении-1958»
Италия принимала участие на «Евровидении 1958», проходившем в Хилверсюме, Нидерланды, 12 марта 1958 года. На конкурсе её представлял Доменико Модуньо с песней «Nel blu dipinto di blu», выступив первым. В этом году страна заняла третье место, получив 13 баллов. Комментатором конкурса от Италии в этом году была Бьянка Мария Пиччинино  (Programma Nazionale). Глашатаем от Италии выступила Фульвия Коломбо.
Модуньо выступил в сопровождении оркестра под руководством Альберто Семприни.
Из-за технических проблем вещания, Медуньо пришлось выступать повторно после всех исполнителей.

## Национальный отбор[6]
Отбор кандидата на конкурс «Евровидение» в Италии традиционно проводится в рамках фестиваля в Сан-Ремо.

### Полуфиналы[7]
| Артист (1 п/ф)                   | Артист (2 п/ф)                   | Песня                         | Место |
| -------------------------------- | -------------------------------- | ----------------------------- | ----- |
| Дженнаро Латилла                 | Нилла Пицци                      | «Amare un'altra»              | Ф     |
| Клаудио Вилла                    | Нилла Пицци                      | «Giuro d'amarti così»         | Ф     |
| Клаудио Вилла                    | Джорджио Консолини               | «Campana di santa lucia»      | Ф     |
| Карла Бони                       | Джорджио Консолини               | «Arsura»                      | —     |
| Клаудио Вилла и Дженарро Латилла | Аурелио Фиерро                   | «Cos’è un bacio»              | —     |
| Мариза Дель Фрате                | Джорджио Консолини               | «E' molto facile dirsi addio» | —     |
| Мариза Дель Фрате                | Наталино Отто                    | «Ho disegnato un cuore»       | —     |
| Джонни Дорелли                   | Наталино Отто                    | «Fantastica»                  | Ф     |
| Аурелио Фиерро и Trio Joyce      | Клаудио Вилла                    | «Fragole e cappellini»        | Ф     |
| Карла Бони                       | Кристина Йорио                   | «Io sono te»                  | —     |
| Тонина Торрьелли и Duo Fasano    | Аурелио Фиерро и Trio Joyce      | «I trulli di Alberobello»     | —     |
| Клаудио Вилла                    | Аурелио Фиерро и Trio Joyce      | «La canzone che piace a te»   | —     |
| Нилла Пицци                      | Тонина Торрьелли                 | «L'edera»                     | Ф     |
| Тонина Торрьелли                 | Кристина Йорио                   | «Mille volte»                 | Ф     |
| Доменико Модуньо                 | Джонни Дорелли                   | «Nel blu dipinto di blu»      | Ф     |
| Наталино Отто                    | Карла Бони и Дженнаро Латилла    | «Non potrai dimenticare»      | Ф     |
| Тонина Торьелли                  | Duo Fasano и Trio Joyce          | «Nozze d'Oro»                 | —     |
| Джонни Дорелли                   | Джорджио Консолини               | «Se tornassi»                 | —     |
| Карла Бони и Дженнаро Латилла    | Аурелио Фиерро и Глория Кристиан | «Timida serenada»             | Ф     |
| Дженнаро Латилла                 | Наталино Отто                    | «Tu sei del mio paese»        | —     |

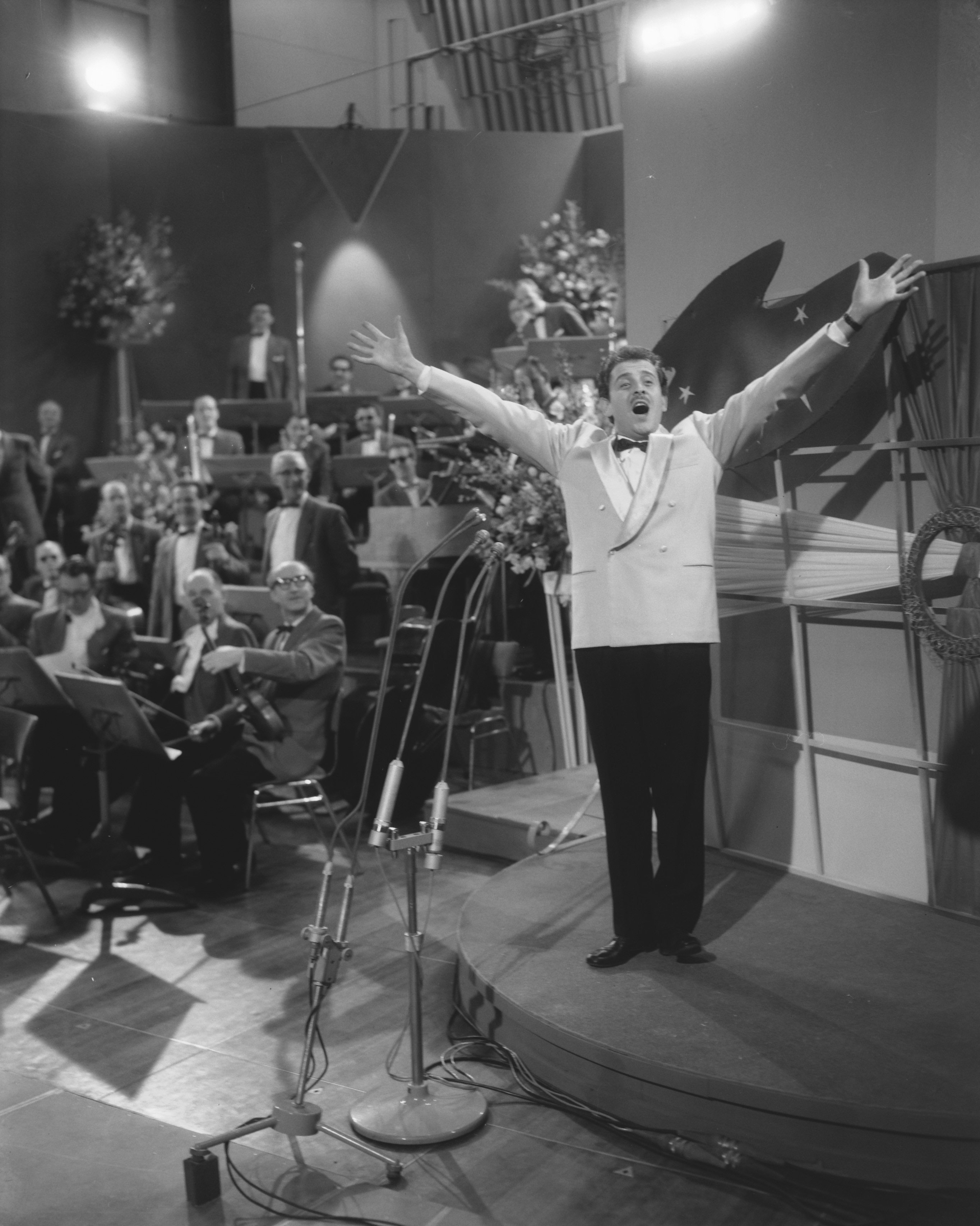
Доменико во время выступления на «Евровидении-1958»

В полуфиналах участвовало 20 песен, и лишь 10 композиций прошли в финал. В каждом из полуфиналов одна и та же песня исполнялась разными артистами. Первый полуфинал состоялся 30 января 1958 года, второй — 31 января. В фестивале приняло участие 15 певцов. Среди них была и Тонина Торьелли, участница «Евровидения-1956» от Италии. Вместо Джорджио Консолини все 4 песни должен был исполнить Fausto Cigliano, но тот отказался от участия.
Впервые была проведена трансляция фестиваля.
Жюри фестиваля состояло из 200 человек, которые менялись каждый вечер. Сто человек из жюри были зрителями в казино, остальные голоса распределили между двумя газетами-спонсорами, которые образовали внешнее жюри.

### Финал[8]
| Артист 1                      | Артист 2                         | Песня                    | Голоса | Место |
| ----------------------------- | -------------------------------- | ------------------------ | ------ | ----- |
| Дженнаро Латилла              | Нилла Пицци                      | «Amare un'altra»         | 22     | 3-е   |
| Клаудио Вилла                 | Нилла Пицци                      | «Giuro d'amarti così»    | 17     | 5-е   |
| Клаудио Вилла                 | Джорджио Консолини               | «Campana di santa lucia» | 18     | 4-е   |
| Джонни Дорелли                | Наталино Отто                    | «Fantastica»             | 1      | 10-е  |
| Аурелио Фиерро и Trio Joyce   | Клаудио Вилла                    | «Fragole e cappellini»   | 13     | 7-е   |
| Нилла Пицци                   | Тонина Торрьелли                 | «L'edera»                | 41     | 2-е   |
| Тонина Торрьелли              | Кристина Йорио                   | «Mille volte»            | 3      | 9-е   |
| Доменико Модуньо              | Джонни Дорелли                   | «Nel blu dipinto di blu» | 63     | 1-е   |
| Наталино Отто                 | Карла Бони и Дженнаро Латилла    | «Non potrai dimenticare» | 8      | 8-е   |
| Карла Бони и Дженнаро Латилла | Аурелио Фиерро и Глория Кристиан | «Timida serenada»        | 15     | 6-е   |

Финал фестиваля состоялся 1 февраля 1958 года в казино Сан-Ремо. По итогу голосований, победителями стали Доменико Модуньо и Джонни Дорелли с песней «Nel blu dipinto di blu».

## Успех песни
Несмотря на третье место, самой успешной песней конкурса стала итальянская «Nel blu, dipinto di blu», более известная, как «Volare». В 1959 году, на первой церемонии «Грэмми», она была отмечена наградами за лучшую песню и лучшую запись года, и до сих пор является единственной песней года не на английском языке, а также единственной песней с конкурса Евровидение, удостоенной премии «Грэмми».

## Страны, отдавшие баллы Италии
Жюри каждой страны из десяти человек распределяло 10 баллов между понравившимися песнями
| Отдали Италии… | Отдали Италии…                              |
| 4 балла        | 1 балл                                      |
| -------------- | ------------------------------------------- |
| ФРГ Бельгия    | Швейцария Австрия Швеция Франция Нидерланды |

## Страны, получившие баллы от Италии
| 6 баллов | Франция   |
| 4 балла  | Швейцария |